# Anthurium balslevii
Anthurium balslevii är en kallaväxtart som beskrevs av Thomas Bernard Croat och J.Rodr.Salvador. Anthurium balslevii ingår i släktet Anthurium och familjen kallaväxter. Inga underarter finns listade.